# Parkové sluneční hodiny v Píšti
Parkové sluneční hodiny v Píšti jsou unikátní sluneční hodiny, které se nacházejí u křižovatky u kostela svatého Vavřince v obci Píšť v okrese Opava v Moravskoslezském kraji. Hodiny navrhli Jana Chalcařová a Petr Weis.

## Galerie

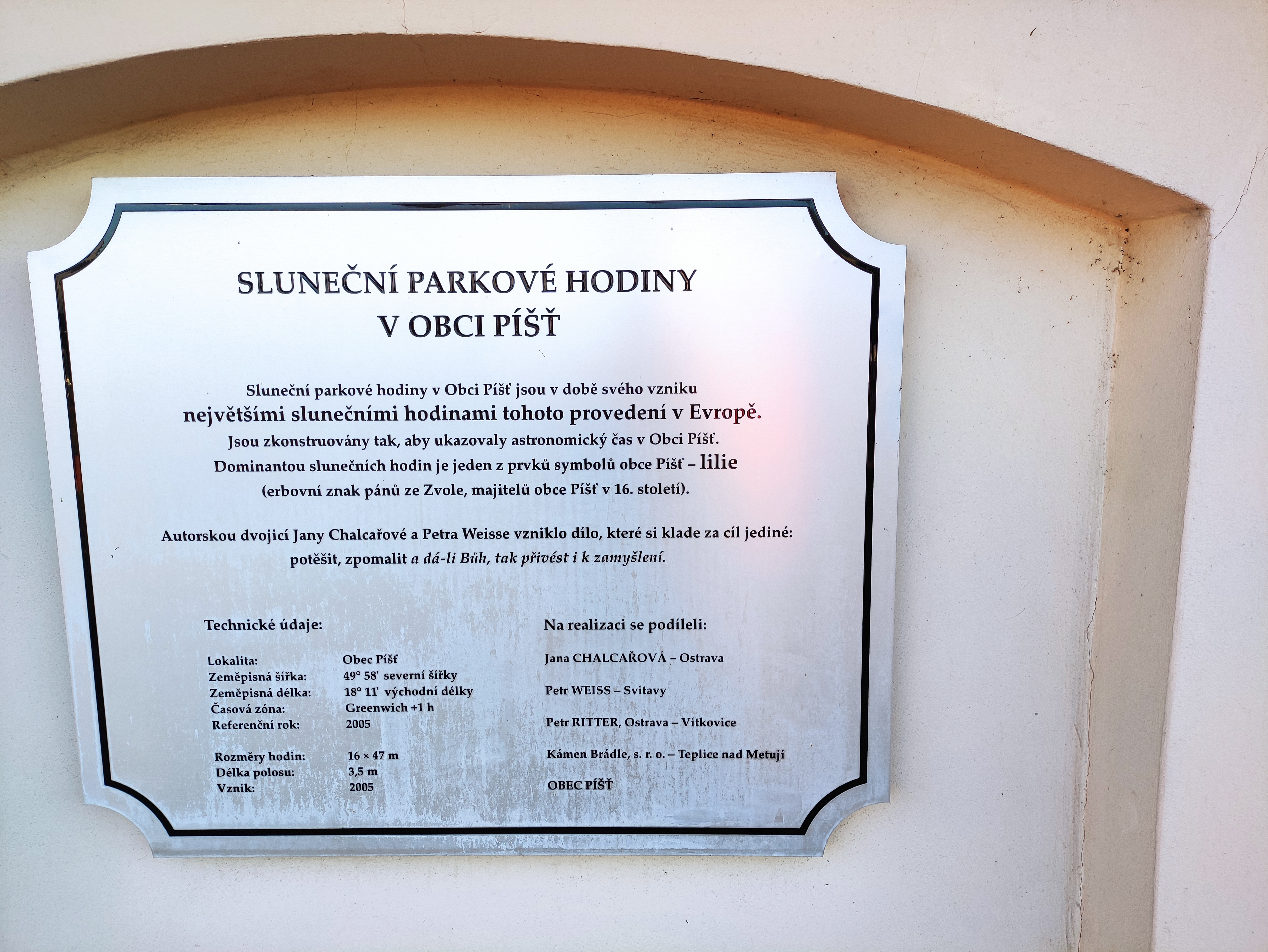
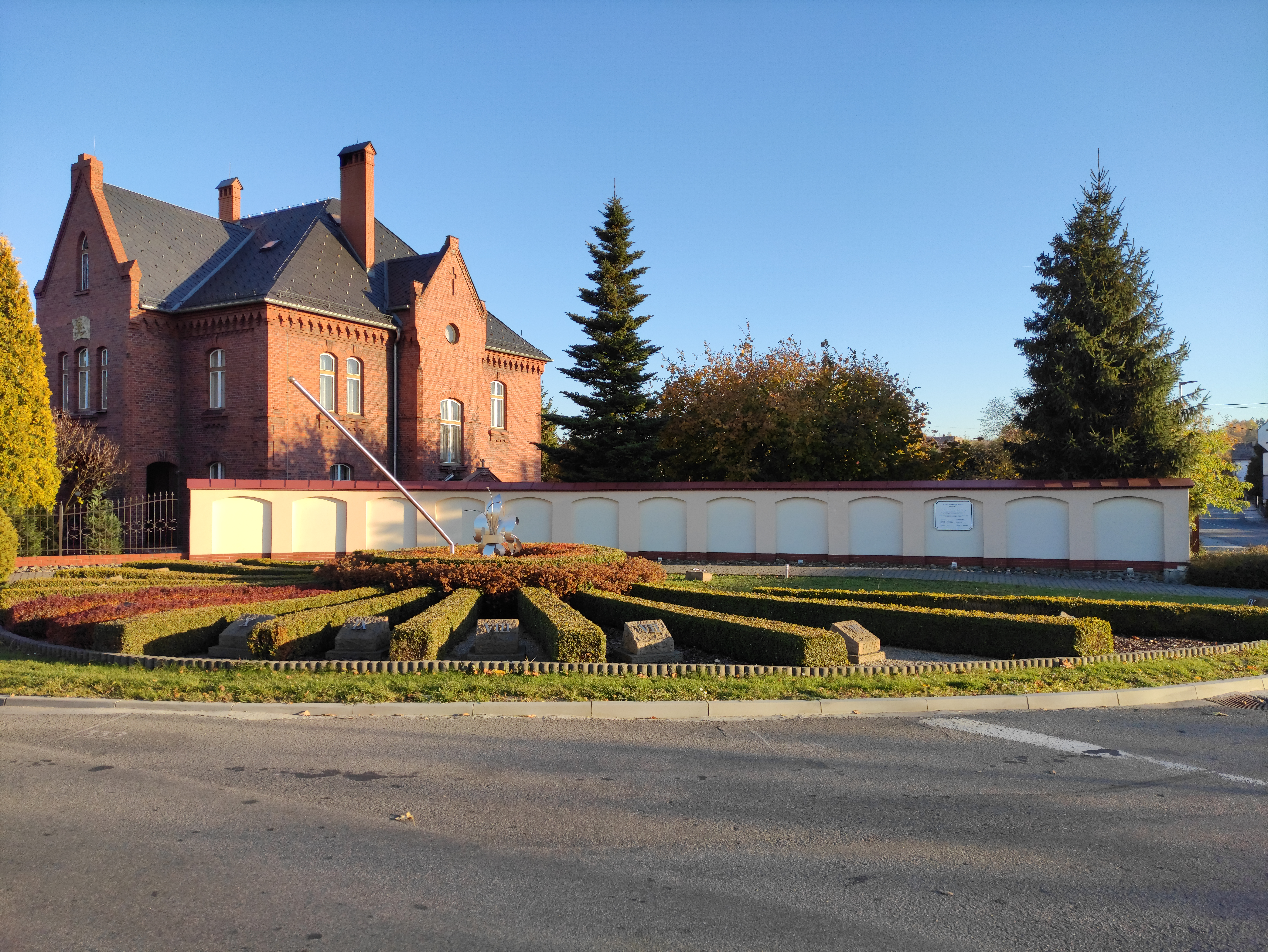
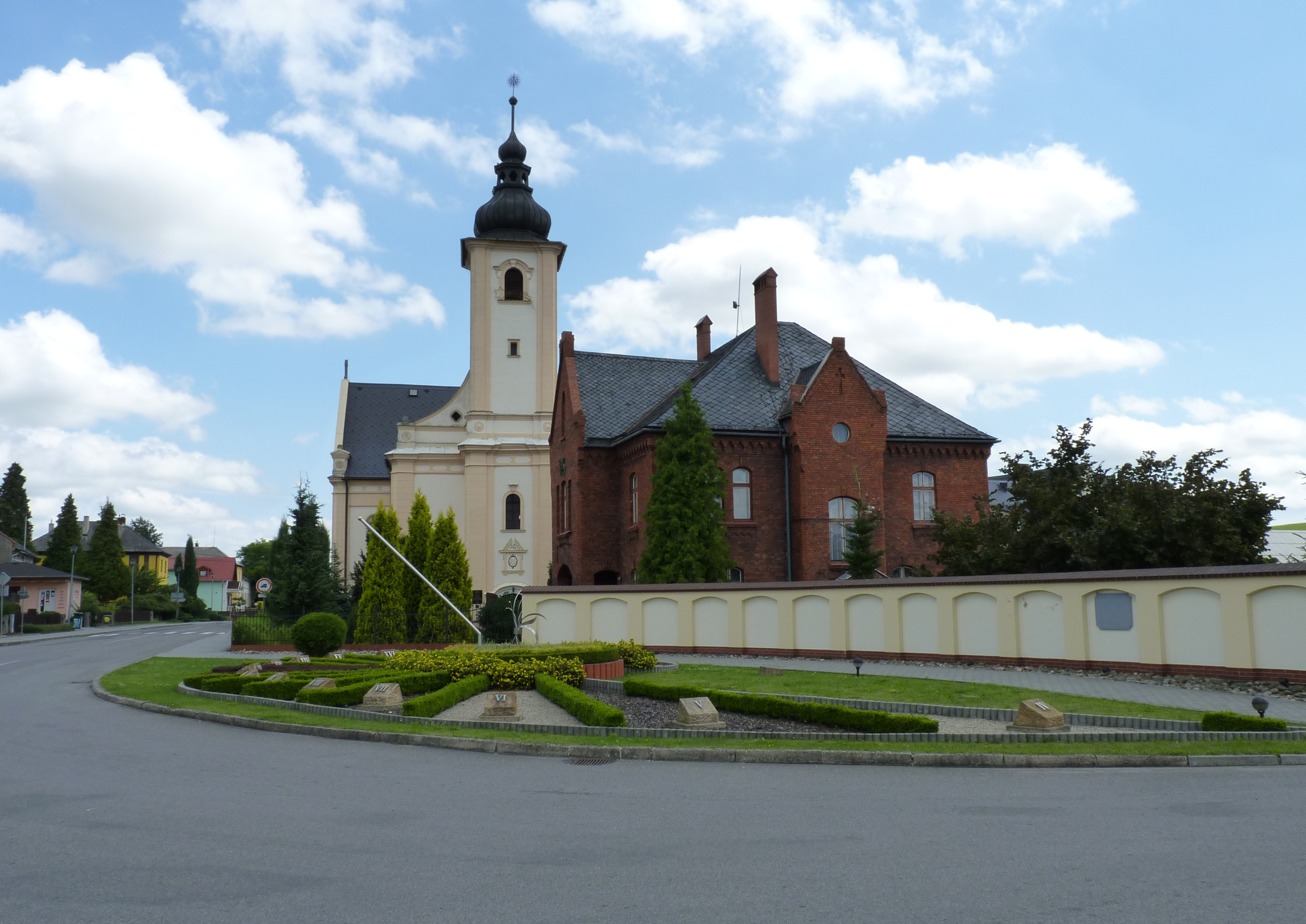

## Další informace
Parkové sluneční hodiny vznikly v červenci 2005, kdy byly největšími slunečními hodinami parkového provedení v Evropě. Také byly první slunečními hodinami v Evropě, kterými prochází silnice. Navrženy jsou tak, aby ukazovaly astronomický čas obce Píšť. Ve středu hodin je kovová lilie jako erbovní znak pánů ze Zvole, majitelů obce Píšť v 16. století. Hodiny mají rozměr 16×47 m. Délka šikmého nerezového polosu (ukazatel rovnoběžný se zemskou osou) je 3,5 m. Hodiny jsou vodorovného typu, s azimutem stěny na jih. Číselník je orlojní, tvořený půlkruhem kamenných podstavců s římskými číslicemi v rozsahu VI – XII – XVIII hodin. Hodiny jsou esteticky řešeny doplněním bílými kamínky, kůrou a zakrslými keříky, které oddělují jednotlivé stupně hodin. Originalitou hodin je i to, že kamenný podstavec s číslem III se nachází až za silnicí.